# Arthur F. Burns

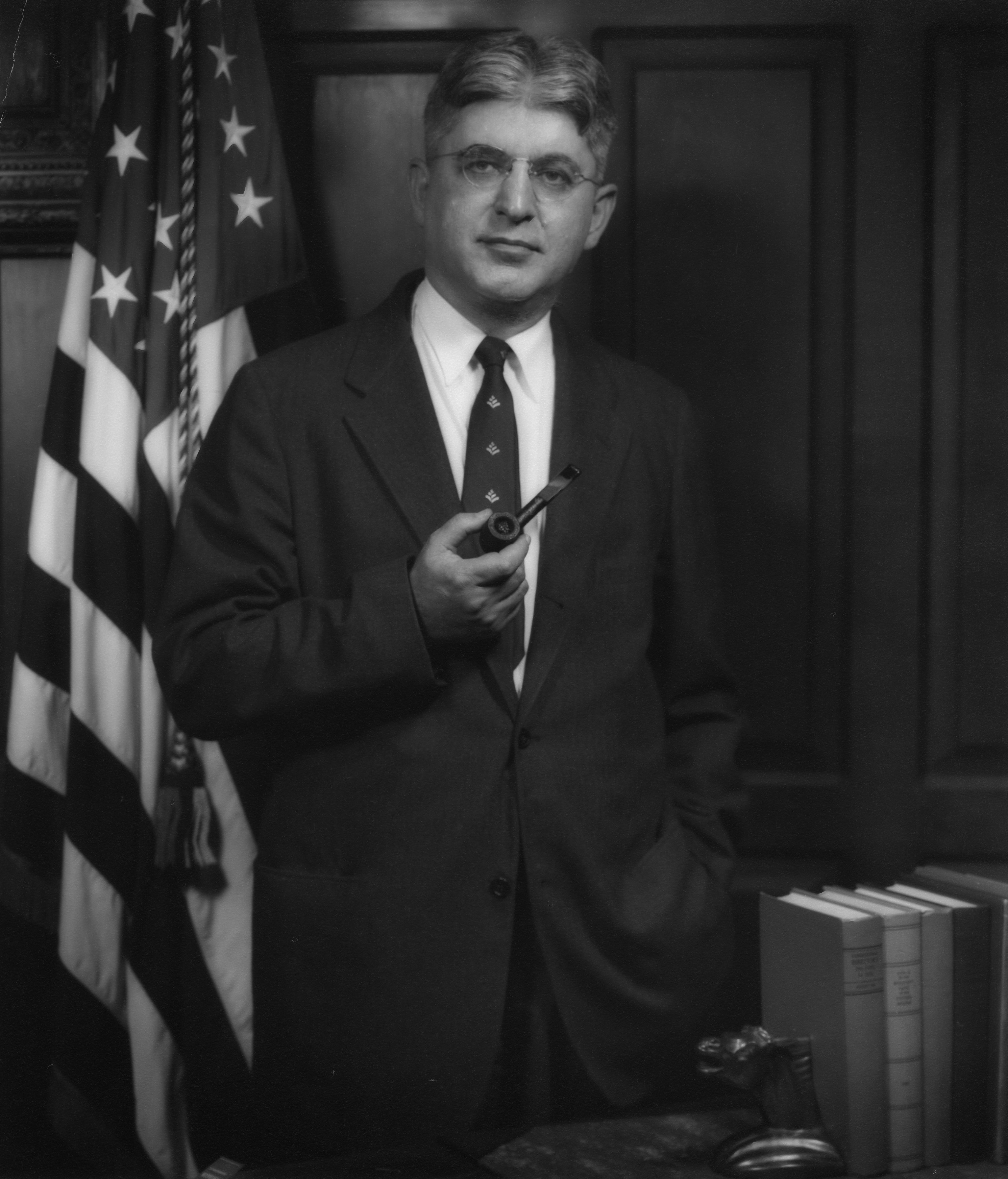
Arthur F. Burns

Arthur Frank Burns (* 27. April 1904 in Stanislau, Österreich-Ungarn, heute Ukraine; † 26. Juni 1987 in Baltimore, Maryland als Arthur Burnseig) war ein US-amerikanischer Ökonom und Diplomat. Seine Rolle als Vorsitzender der US-Notenbank wird aufgrund seiner Ignoranz des Inflationsproblems kritisiert. Für seine Verdienste um die deutsch-amerikanischen Beziehungen wurde ihm das Große Bundesverdienstkreuz mit Stern und Schulterband verliehen.

## Leben
Zu Beginn des Ersten Weltkrieges, als Burns 10 Jahre alt war, wanderten seine Eltern Nathan Burnseig und Sarah (geborene Juran) von Galizien mit ihm in die USA aus, wo sie sich in Bayonne, New Jersey niederließen. Nach einem 1925 abgeschlossenen Studium an der New Yorker Columbia University lehrte er dort von 1926 bis 1927 Wirtschaftswissenschaften und promovierte mit einer Arbeit über Productions Trends in the United States since 1870.
Nach der Arbeit in verschiedenen wirtschaftlichen Beratungsinstituten diente er von 1953 bis 1956 als Vorsitzender des Rates der Wirtschaftsberater unter Präsident Dwight D. Eisenhower. 1955 wurde er in die American Academy of Arts and Sciences gewählt. Im Jahr 1959 stand Burns der American Economic Association als gewählter Präsident vor. Richard Nixon ernannte ihn 1970 zum Chef der US-Notenbank, ein Posten, den er bis 1978 innehatte.
Unter seiner Ägide begann die Inflationsrate stark zu steigen. Burns reagierte darauf (nachdem das OPEC-Embargo die Energiepreise in die Höhe getrieben hatte) mit der umstrittenen Maßnahme, Energie- und Öl-abhängige Produkte aus dem Konsumentenpreisindex zu entfernen. Als auch die Lebensmittelpreise anstiegen, wurden auch diese entfernt. Auch dabei blieb es nicht – in der Folge wurden noch weitere Preisgruppen (Gebrauchtwagen, Kinderspielzeug, Goldschmuck etc.), die starke Preisanstiege zeigten, auf Burns Geheiß entfernt. Schließlich waren lediglich 35 % des ursprünglichen Warenkorbs übrig – und dieser dezimierte Index wies zweistellige Preissteigerungsraten auf. Als Burns schließlich 1975 zugab, dass die USA ein Inflationsproblem hatten, war es für ein rasches Gegensteuern zu spät.
Ronald Reagan ernannte ihn 1981 zum Botschafter der Vereinigten Staaten in der Bundesrepublik Deutschland in Bonn, wo er bis Mai 1985 auf Posten war. Er starb am 26. Juni 1987 in Baltimore mit 83 Jahren.
Nach Arthur F. Burns ist eines der prestigeträchtigsten deutschen Journalistenstipendien, der Arthur F. Burns Fellowship, benannt.

## Werke
- Robert H. Ferrell (Hrsg.): Inside the Nixon Administration: The Secret Diary of Arthur Burns, 1969-1974. University Press of Kansas, Lawrence 2010, ISBN 978-0-7006-1730-2.